# Vadrózsa (film, 1939)
A Vadrózsa Andai Ernő Vadvirág című énekes vígjátéka alapján 1938-ban készült, 1939. március 9-én bemutatott fekete-fehér magyar filmvígjáték. Rendezte Balogh Béla, társrendező Pásztor Béla. 
Eisemann Mihály és Andai Ernő Vadvirág című operettjének filmváltozata. A film kópiája hiányosan maradt fenn.

## Cselekménye
Sziráky Éva Péterpusztán él nagyapjával, aki Éva apjával, a pesti ügyvéddel haragot tart. Amikor akarata ellenére a nagyapa férjhez próbálja adni, Éva Pestre szökik apjához, ahol apai nagyanyja fogadja.
Sziráky ügyvéd szerelmét két nő igyekszik elnyerni. Az egyik a titkárnője, Mária, de az ügyvéd  nem bízik benne, ezért az önérzetében sértett lány azt hazudja, hogy van már szerelme: Ámon János orvos, Sziráky barátja. A másik nő Sziráky egyik ügyfele, a válófélben lévő Tertayné, korábban szubrett. Sziráky félve gondol arra, hogy Tertayné a válás után majd hozzá szeretne férjhez menni. 
Éva szövetkezik a nagymamával és Máriával Tertayné ellen, közben megismerkedett Ámon Jánossal, és az orvos megtetszett neki. A Sziráky születésnapján rendezett estélyen Tertaynét Éva nevetségessé teszi, ezért apja vissza akarja küldeni falura. A nagyapja utánajött Pestre és elviszi a Hungária Szállodába. Éva igyekszik elérni, hogy Ámon doktor megkérje a kezét, de ez egyelőre nem sikerül, és Éva visszamegy Péterpusztára. Végül minden tisztázódik. Sziráky és Mária eljegyzik egymást, Ámon János pedig megkéri Szirákytól a lánya kezét és Péterpusztára érkezik, hogy feleségül vegye Évát.

## Szereplők
- Dajka Margit – Éva, a „vadrózsa”

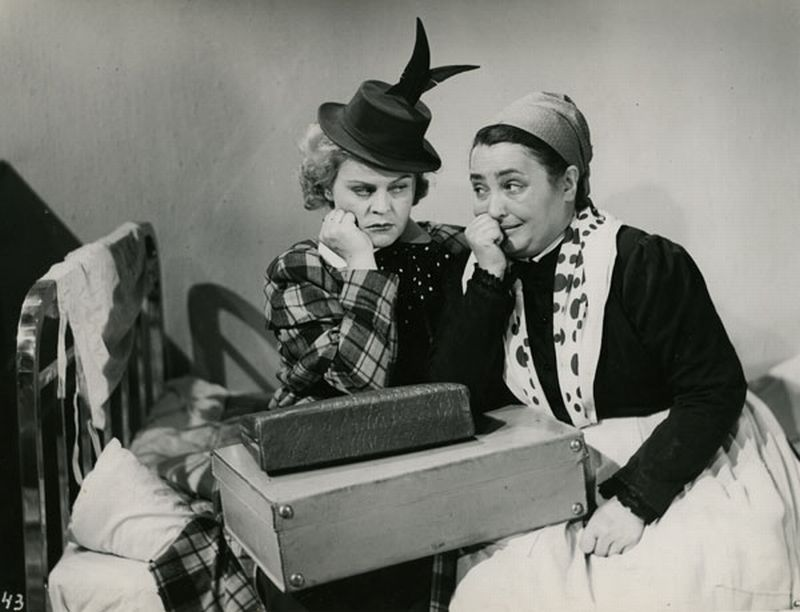
Dajka Margit és Dajbukát Ilona a filmben (1938-as felvétel)

- Lehotay Árpád – Dr. Sziráky, ügyvéd
- Rózsahegyi Kálmán – Ábris nagypapa
- Vízvári Mariska – Klementin nagymama
- Simor Erzsi – Mária, Sziráky titkárnõje
- Perényi László – Dr. Ámon János, orvos
- Pethes Sándor – Farkas
- Pethes Ferenc – Szabó Feri
- Hoykó Ferenc – Sofőr
- Kürthy György – Bártfai Elemér
- Balassa János – komornyik Szirákynál
- Dajbukát Ilona – Julcsa, dada
- Dán Etelka – Rozi
- Déry Sári – Tertayné
- Galetta Ferenc
- Harasztos Gusztáv – Szabó
- Kökény Ilona – Bártfainé
- Misoga László – Altiszt
- Náday Ilona – Szirákyék szobalánya
- Pethö Zoltán – Pista, cseléd a birtokon
- Rökk Marika
- Simon Marcsa – Mama, Rozi anyja
- Ujváry Lajos – Gárdonyi Elemér